# SHTTL
Pour plus de détails, voir Fiche technique et Distribution.
SHTTL est un film est un drame historique franco-ukrainien réalisé par Ady Walter et sorti en 2022. Le film dépeint la vie d'un shtetl juif à la veille de l'opération Barbarossa. Il a été tourné en Ukraine six mois avant l'invasion russe de 2022,.
Shttl est présenté en avant-première au Festival du film de Londres 2022 et remporte le prix du public une semaine plus tard au Festival du film de Rome.
Le « e » manquant dans le titre (normalement orthographié « shtetl ») est une référence à La disparition de Georges Perec, un roman de 1969 qui ne contient pas la lettre. Le « e » manquant, prononcé en français de la même manière que « eux », représente, selon Walter, leur absence, le vide laissé par la Shoah ; le père de Perec est mort à la guerre et sa mère a été tuée à Auschwitz,.
Le 8 septembre 2023, il est annoncé que Shttl figure sur la liste des finalistes pour représenter l'Ukraine aux Oscars 2024.
Le film reçoit deux nominations au Dzyga d'or de l'Académie cinématographique ukrainienne pour sa photographie et sa production.

## Synopsis
Mendele, un aspirant cinéaste, a quitté sa communauté hassidique pour rejoindre l'Armée rouge deux ans auparavant. Le 21 juin 1941, il retourne dans son shtetl en Ukraine occidentale, en compagnie de son meilleur ami ukrainien, Demyan. Ils prévoient de s'enfuir avec la fille du Rabbi, Yuna. Cependant, elle est déjà prête à épouser Folie, un hassid zélé qui espère succéder au Rabbi à la tête du shtetl.
L'Union soviétique a déjà infiltré le shtetl, endoctrinant la communauté avec la propagande soviétique et menaçant le mode de vie juif. Le conflit des idéologies contemporaines est enflammé par la présence de Mendele, alors qu'il parle avec de vieux amis et intervient dans les affaires locales.
Pendant ce temps, juste de l'autre côté de la frontière avec la Pologne, l'Allemagne nazie se prépare à son invasion imminente de l'Union soviétique.

## Fiche technique
- Réalisation : Ady Walter
- Assistant réalisateur : Denis Shvetsov
- Scénario : Ady Walter, Samuel Fischler
- Photographie : Volodymyr Ivanov
- Montage : Jérémie Bole du Chaumont
- Décorateur : Ivan Levchenko
- Musique : David Federmann
- Production : Ukrainian Producers Hub, Apple Tree Vision, Forecast Pictures
- Producteurs : Jean-Charles Lévy, Yuriy Artemenko, Ryta Grebenchikova, Olias Barco
- Distributeur : Urban Distribution
- Pays d'origine : France, Ukraine
- Genre : Drame historique
- Langue originale : ukrainien, yiddish
- Format :  noir et blanc et couleur
- Durée : 114 minutes
  - Royaume-Uni : 16 octobre 2022 (avant-première au Festival du film de Londres)
  - États-Unis : 16 janvier 2023 (avant-première au New York Jewish Film Festival)
  - Ukraine : 26 octobre 2023
  - France : 13 décembre 2023

## Distribution
- Moshe Lobel : Mendele
- Anisia Stasevich : Yuna
- Petro Ninovskyi : Demyan
- Saul Rubinek : Rabbin Weitsenzang
- Antoine Millet : Folie
- Daniel Kenigsberg : Shloime
- Emily Karpel : Beilke
- Oleksandr Yeremenko : Menachem
- Lili Rosen : Zishe
- Yurko Kritenko : Shmulke
- Philipp Mogilnitskiy : Noach
- Sharon Azrieli : Dina

## Production
En mars 2021, la presse ukrainienne annonce son intention de tourner SHTLL du réalisateur français Ady Walter, documentariste, dont c'est le premier long métrage. Le film est une coproduction avec des producteurs ukrainiens, français et belges, avec le soutien de l'Académie cinématographique ukrainienne.
Le chef décorateur Ivan Levchenko et la directrice artistique Iuliia Antykova construisent un village à 60 kilomètres de Kiev. Il est fictif et inspiré par la ville de Sokal en Ukraine, première ville à avoir été décimée par la Wehrmacht au début de l’opération Barbarossa. L'équipe construit 25 bâtiments, dont l'une des plus grandes synagogues peintes à la main au monde, et collecte des objets historiques de toute l'Ukraine pour constituer les décors.
Andy Walter filme une série de 30 plans longs, qui sont ensuite montés par Jérémie Bole du Chaumont pour avoir l'apparence d'un plan-séquence. La majeure partie du film est tournée en noir et blanc, avec des flashbacks réalisés en couleur.
Le 1er septembre 2021, Deadline Hollywood annonce que le tournage principal du film est terminé. Le décor devait être transformé en musée, mais reste désormais inaccessible en raison de l'invasion russe en Ukraine.

## Musique
La musique du film est composée et dirigée par David Federmann, combinant des éléments de jazz, de musique classique et de klezmer avec de la musique cinématographique moderne. La bande sonore comprend également des chants traditionnels yiddish, ainsi que des prières du sabbat en hébreu et en araméen.
La musique est enregistrée à Paris, Kiev, Bruxelles et Montréal, avec plus de 20 musiciens, ainsi que des chœurs ukrainiens et français.
L'album sort le 13 décembre 2023.

## Distinctions

### Récompenses
- Festival du film de Rome 2022 : prix du public
- Atlanta Jewish Film Festival 2023 : prix du jury[11]
- Festival international du film de Cleveland 2023 : prix du jury, mention honorable[12]
- Berlin Jewish Film Festival 2023 : prix du jury[13]
- Hong Kong Jewish Film Festival 2023 : meilleur premier film[14]

### Nominations
- Dzyga d'or 2024 : meilleure photographie et meilleure production[6]

## Crédit d'auteurs
- (en) Cet article est partiellement ou en totalité issu de l’article de Wikipédia en anglais intitulé « Shttl » (voir la liste des auteurs).